# Diwnoje (Stawropol)
Diwnoje (russisch Дивное) ist ein Dorf in der Region Stawropol (Russland) mit 14.085 Einwohnern (Stand 14. Oktober 2010).

## Geographie

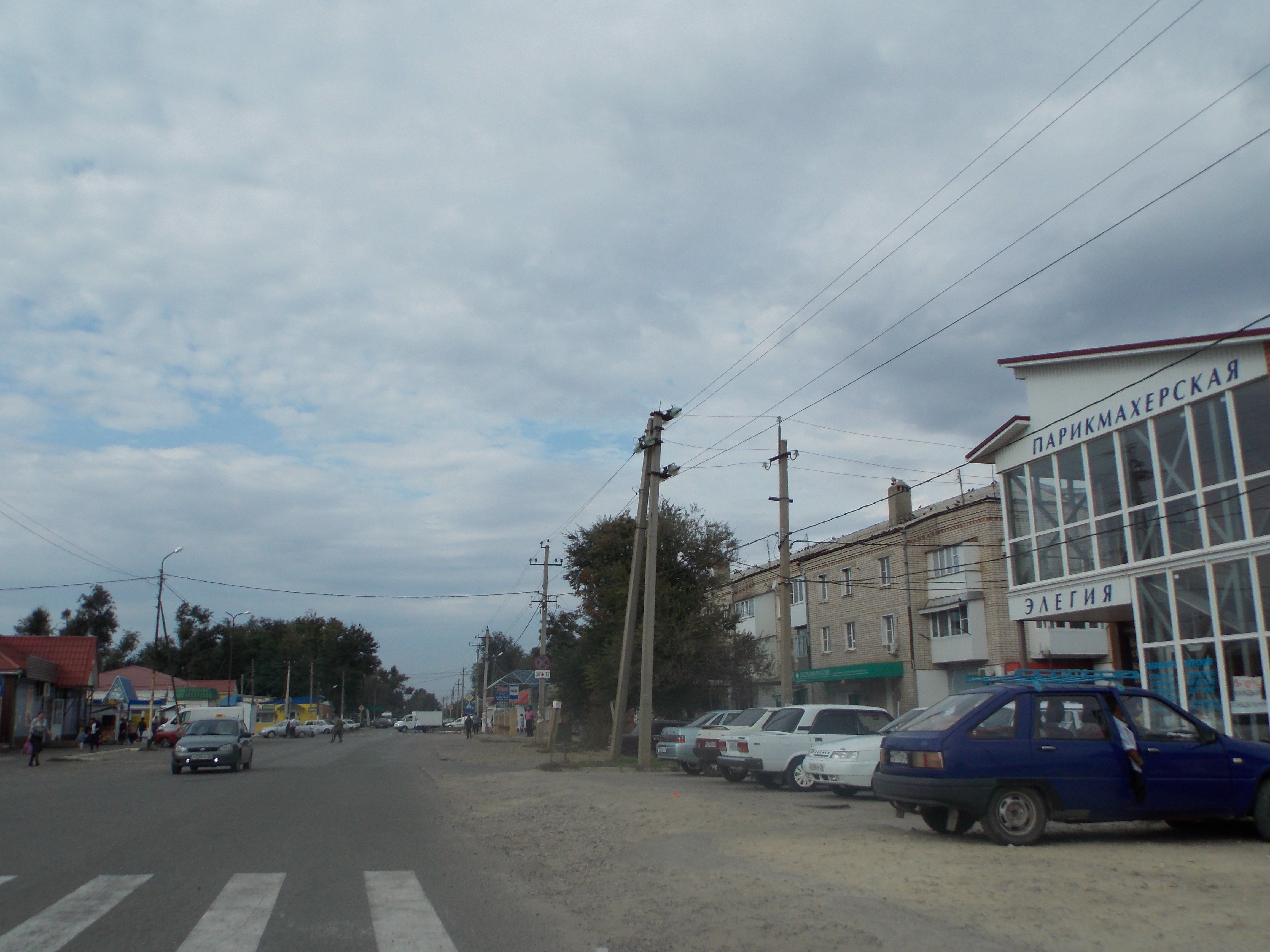
Straße in Diwnoje

Der Ort liegt in der Steppenlandschaft des nördlichen Kaukasusvorlandes, am Südrand der Manytschniederung, etwa 150 Kilometer Luftlinie nordöstlich des Regionsverwaltungszentrums Stawropol. Er liegt auf einer flachen Erhebung zwischen dem Westlichen Manytsch und seinem Quellfluss Kalaus, die jeweils etwa zehn Kilometer vom Ort entfernt fließen. Südlich des Dorfes verläuft der in den 1960er-Jahren erbaute Diwnoje-Verteilerkanal (Diwnenski raspredelitelny kanal), der, ausgehend vom durch den Jegorlyk gespeisten Rechten Jegorlykkanal, der Bewässerung der landwirtschaftlichen Nutzflächen zwischen Manytsch und Kalaus dient.
Diwnoje ist Verwaltungszentrum des Rajons Apanassenkowskoje.

## Geschichte
In den 1850er-Jahren siedelten sich im Gebiet des heutigen Ortes, auf zuvor nur von nomadisierenden Kalmücken des Gouvernements Astrachan bewohntem Territorium am Flüsschen Gardatschi überwiegend ukrainische Bauern an. Dem zunächst nach dem Flüsschen benannten Ort wurde 1864 der offizielle Status eines Selo (dt. Dorf) verliehen. Später erhielt er den heutigen Namen, russisch für wunderschön.
Im Rahmen einer Verwaltungsreform wurde Diwnoje 1924 Verwaltungszentrum eines neu geschaffenen Rajons. 1930 entstand im Gebiet um Diwnoje mit mehreren umliegenden Dörfer eine der „Sonderzonen“ (Spezsona), in denen im Verlauf der Kollektivierung der Landwirtschaft enteignete „Kulaken“ und andere Bauern aus dem gesamten Nordkaukasus mit ihren Familien zwangsangesiedelt wurden. Die Zone bestand bis 1946. In diesem Zusammenhang wurde der Rajon Diwnoje aufgelöst, aber im Januar 1935 wiederhergestellt, allerdings mit Verwaltungszentrum im 25 Kilometer südöstlich gelegenen Dorf Mitrofanowskoje. Im August 1935 erhielten Dorf und Rajon ihren heutigen Namen nach dem dort geborenen Bürgerkriegshelden und späteren Armeegeneral Iossif Apanassenko (1890–1943).
Im Zweiten Weltkrieg wurde Diwnoje im August 1942 von der 16. Infanterie-Division (motorisiert) der deutschen Wehrmacht während ihres Vorrückens auf Elista okkupiert und am 18. Januar 1943 von der Südfront der Roten Armee zurückerobert.
In den 1950er-Jahren wurde die Rajonverwaltung wieder nach Diwnoje verlegt.

### Bevölkerungsentwicklung
| Jahr | Einwohner |
| ---- | --------- |
| 1873 | 2.233     |
| 1897 | 5.111     |
| 1916 | 8.035     |
| 1939 | 8.198     |
| 1959 | 9.715     |
| 1970 | 14.817    |
| 1979 | 14.149    |
| 1989 | 14.526    |
| 2002 | 15.423    |
| 2010 | 14.085    |

Anmerkung: 1897, ab 1939 Volkszählungsdaten

## Wirtschaft und Infrastruktur
In Diwnoje als Zentrum eines Landwirtschaftsgebietes gibt es überwiegend Betriebe der Lebensmittelindustrie, außerdem der Bauwirtschaft und Energieversorgung.
Der Ort liegt an der Eisenbahnstrecke Kawkasskaja – Swetlograd – Elista (Streckenkilometer 306). Die Bahnstrecke war bis Diwnoje bereits 1930 fertiggestellt worden, die Verlängerung in die kalmückische Hauptstadt Elista jedoch erst 1969.
Durch Diwnoje verläuft auch die föderale Fernstraße R216 Astrachan – Elista – Stawropol, die dort von einer Regionalstraße gekreuzt wird, die durch den Nordostteil der Region Stawropol über Arsgir nach Budjonnowsk führt.